# Felice della Rovere

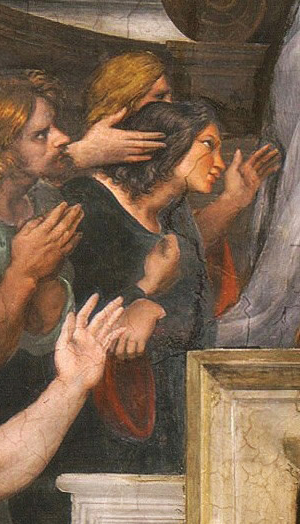
Felice della Rovere retratada por Rafael en Misa en Bolsena, identificada por Caroline P. Murphy.

Felice della Rovere (Roma, 1483 - Roma, 27 de septiembre de 1536), también conocida como Madonna Felice, fue hija ilegítima del Papa Julio II, se convirtió en una de las mujeres más poderosas del Renacimiento italiano.

## Biografía
Nacida en Roma alrededor de 1483 de Lucrezia Normanni y el cardenal Giuliano della Rovere, más tarde el Papa Julio II. Felice tuvo una buena educación, fue aceptada en círculos cortesanos cercanos de familias aristocráticas, y formó amistades con eruditos y poetas a través de su educación y genuino interés en el humanismo. A través de la influencia de su padre, se arregló su matrimonio con Gian Giordano Orsini, así hizo gala de riquezas e influencias extraordinarias dentro y más allá de la Curia Romana. En particular, negoció la paz entre Julio II y la reina de Francia. Ocupó el cargo de Signora Orsini durante más de una década después de la muerte de su esposo en 1517. Felice aumentó aún más su poder a través de un castillo que compró con dinero recibido de su padre, el Castillo de Palo, y su participación en el comercio de granos.
Felice dio a luz dos hijos, Francesco y Girolamo, eligiendo al segundo como heredero de la fortuna Orsini (y asegurando así una rivalidad con su hijastro, Napoleone), así como a dos hijas, Julia y Clarice; otro niño murió durante la infancia. Los hijos de Felice se casaron con familias prominentes: los Colonna, Sforza, Borghese, Gonzaga y Appiani. Sus descendientes Orsini se convirtieron en los duques de Bracciano y sus líneas mantuvieron este papel hasta 1699, cuando la línea familiar se extinguió. El legado de Felice perdura hasta el día de hoy, ya que Caroline P. Murphy la identificó en dos piezas de arte: el fresco de La misa de Bolsena de Rafael, y el retrato de Sebastiano del Piombo de una mujer desconocida. Felice también influyó en otros iconos renacentistas, lo cual es evidente por sus correspondencias con figuras como Catalina de Médici.